# Riki Maiocchi
Enrico Maiocchi, detto Riki (Milano, 27 maggio 1940 – Milano, 2 febbraio 2004), è stato un cantante italiano, conosciuto per essere stato uno dei fondatori del gruppo musicale Camaleonti; a inizio carriera ha usato il nome Riky, ed è spesso indicato erroneamente come Ricky Maiocchi.
Divenne famoso nel 1964 con Non dite a mia madre, cover del brano degli Animals The House of the Rising Sun.

## Biografia
Maiocchi partecipò per due volte al Cantagiro e una volta al Festival di Sanremo (in coppia con Marianne Faithfull), nel Regno Unito ebbe collaborazioni artistiche con Ritchie Blackmore e Jimi Hendrix, e portò al successo un brano scritto da Mogol e Lucio Battisti, la celebre Uno in più.
Si avvicinò alla musica leggera ancora giovanissimo quando svolgeva il mestiere di muratore. Iniziò a frequentare il celebre locale milanese Santa Tecla, punto di ritrovo di molti grandi cantanti Adriano Celentano, Luigi Tenco, Giorgio Gaber ed Enzo Jannacci tra gli altri.

### L'esperienza britannica
Iniziando coi Riki & the Four Jacks con l'amico Roberto Bescapé,  prende parte, nel 1964, alla fondazione de I Camaleonti di cui sarà il frontman nel periodo beat più impegnato, con brani come Chiedi chiedi e Io lavoro. Li abbandona alla vigilia del grande successo, nel 1966. È con il suo sostituto Mario Lavezzi che avviene in seguito la svolta melodica del gruppo con "tre million seller" del calibro di Applausi, Io per lei e Viso d'angelo.
Maiocchi sceglie di trasferirsi nel Regno Unito dove incontra Ritchie Blackmore (futuro componente dei Deep Purple), all'epoca chitarrista sconosciuto, insieme al quale fonda un complesso di rock psichedelico denominato The Trip, in seguito attivo anche in Italia.
Maiocchi e The Trip si esibiscono in molti locali della scena underground londinese, persino insieme a Jimi Hendrix. Per circa tre settimane suonano anche in Italia , all'incirca nel novembre del 1966. Fu comunque grazie a Hendrix che Maiocchi entrò in contatto con Marianne Faithfull, allora compagna di Mick Jagger (il leader de The Rolling Stones), con cui partecipò al Festival di Sanremo 1967 con C'è chi spera, nell'edizione segnata dal tragico suicidio di Luigi Tenco.
Maiocchi partecipò anche a due edizioni del Cantagiro, quelle del 1965 e del 1967, e in quest'ultima edizione conobbe la coppia Mogol-Battisti, per i quali aveva interpretato Prendi fra le mani la testa.
Un altro brano scritto da loro, Uno in più, resterà per sempre il massimo successo del cantante milanese, e verrà reinciso dallo stesso Lucio Battisti nel 1969, pubblicato nel suo primo omonimo album.
Nel 1967-1968 il nuovo gruppo d'accompagnamento (durante i concerti e le esibizioni dal vivo) sono i Generali (formazione beat di Milano), come raccontato da loro nel 2007 in una intervista contenuta nel libro "BEATi voi!".
Nel 1974 prende parte come attore al film Il siculo, che resta però senza distribuzione nelle sale e viene passato direttamente in televisione su alcune reti locali.
All'inizio degli anni settanta rimane coinvolto nel furto di un orologio, venendo sanzionato per incauto acquisto. A seguito di quest'episodio, viene ostracizzato dal mercato discografico e la sua carriera si interrompe bruscamente.
Il periodo d'oro di Maiocchi si esaurisce in pratica qui: a partire dagli anni settanta si ritira a vita privata.
Negli anni ottanta, con gran parte dei suoi colleghi, ha preso parte a molte trasmissioni revival che si sono occupate di riportare in scena gli anni sessanta: nel 1983 Bandiera gialla, nel 1988 Vent'anni dopo, nel 1989 Una rotonda sul mare (in questa trasmissione riuscì ad arrivare in semifinale).
La canzone Uno in più è stata poi scelta come sigla del programma televisivo Roxy Bar.
Gravemente malato da tempo, è morto all'età di 63 anni in un ospedale milanese.

## Discografia

### Album antologici
- 1988 – Riki Maiocchi – (CGD, LSM 1333)
- 1998 – Uno in più – (MR Music, MRCD 4122)

### Singoli
- 1964 – La tua vera personalità/Giovedì non mancare – (Columbia, SCMQ 1784)
- 1964 – Non dite a mia madre/P.S. I Love You – (Columbia, SCMQ 1818)
- 1965 – La casa del sole/P.S. I Love You – (Columbia, SCMQ 1818)
- 1965 – Quella che cerchi/Mai finirà – (Columbia, SCMQ 1843)
- 1966 – Uno in più/Non buttarmi giù – (CBS, 2388)
- 1967 – C'è chi spera/Sono il tuo poeta – (CBS, 2538)
- 1967 – Prendi fra le mani la testa/Prega – (CBS, 2726)
- 1967 – Ma l'amore no/Un'altra vita – (CBS, 3015)
- 1968 – Il re della solitudine/E volerai – (CBS, 3367)
- 1969 – Io sono qui/Tu vedi mai cerchi bianchi e neri? – (Carosello, CI 20231)
- 1972 – Aiutami/Mary Jane – (CGD, 7981)
- 1976 – Rock 'n' Roll/P.S. I Love You – (Columbia, 3c 006 18154)